# حسن وليد قداح
حسن وليد احمد قداح الشهير (حسن قداح) هو لاعب كرة يد والحاصل مع منتخب مصر للناشئين في بطولة العالم للناشئين لكرة اليد سنة 2019 وهو احسن هداف في العالم للناشئين في بطولة كاس العالم 2019 للناشئين وقد تم تكريمه بوسام الطبقة الأولى.
شارك مع منتخب مصر في كاس العالم لكرة اليد الذي اقيم في مصر عام 2021 وودعت مصر البطولة من دور الثمانية على يد الدنمارك وقد شارك أيضا حسن وليد الشهير (حسن قداح) في أولمبياد طوكيو 2020 وتوج مع منتخب مصر بالمركز الرابع 
يلعب حاليا لنادى الزمالك قادما من نادى الشمس الرياضى في مصر

## البطولات المشارك بها مع منتخب مصرالدولية
- بطولة العالم لكرة اليد للناشئين 2019
- بطولة العالم لكرة اليد للرجال 2021
- الألعاب الأولمبية الصيفية 2020